# Ferdinand Wahlström

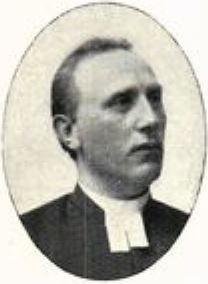
Ferdinand Wahlström.

Johan Ferdinand Wahlström, född 22 oktober 1851 i Skepptuna socken, Stockholms län, död 10 maj 1921 i Uppsala, var en svensk präst.
Wahlström blev student vid Uppsala universitet 1871 och prästvigdes 1877. Han blev kyrkoherde i Voxna församling 1883 och var kontraktsprost i Voxnans kontrakt från 1911. Han utgav predikningar och betraktelser.